# Магнезијум диборид
Магнезијум диборид (молекулска формула MgB2) је хемијско једињење које се састоји из једног атома магнезијума и два атома бора. Он је објављен у часопису Nature у марту 2001. Његова критична температура је (39 K). Ово хемијско једињење је први пут вештачки добијено 1953. године али његова суперпроводљивост није откривена још пола веке од тада.